# Triptasi
La triptasi è una serin proteasi prodotta unicamente nei granuli del citoplasma dei mastociti, utilizzata come indicatore della loro attivazione e di infiammazione. Viene rilasciata durante episodi allergici dai mastociti, insieme ad altre sostanze come leucotrieni, prostaglandina e istamina. Il suo dosaggio risulta più efficace di quello dell'istamina nel valutare la gravità della reazione immunitaria, in quanto la sua concentrazione plasmatica correla direttamente con la gravità delle manifestazioni cliniche. L'aumento repentino dei livelli ematici e suggestivo di un episodio di anafilassi. Il suo dosaggio viene utilizzato a fini diagnostici anche nella mastocitosi sistemica.

## Isoforme
Esistono numerose isoforme dell'enzima: finora sono state identificate le triptasi alfa, beta, gamma e delta.

### α-triptasi
L'α-triptasi, o triptasi basale, in condizioni normali, si trova nel sangue a basse concentrazioni; il suo dosaggio è legato al numero dei mastociti e può essere utilizzato per l'individuazione della mastocitosi sistemica, che deve però essere confermata da un esame istologico. Nel caso della mastocitosi cutanea i livelli ematici possono rimanere stabili o variare, pertanto non risultano un buon marker di malattia.

### β-triptasi
La β-triptasi viene liberata in ambito di shock anafilattico. La misurazione del livello della triptasi nel corso di uno shock anafilattico deve essere eseguito in 1-2 ore dall'accertamento della patologia con ripetizione dell'esame dopo qualche giorno per confermare il rientro della reazione anafilattica.

## Triptasi ed anafilassi
La concentrazione totale della triptasi sierica aumenta dopo una grave anafilassi e le reazioni anafilattoidi.Tuttavia l'aumento dei livelli di triptasi totale non sempre correla con un aumento dei livelli di istamina. I livelli di triptasi tendono ad aumentare maggiormente nelle reazioni anafilattiche gravi piuttosto che in quelle lievi-moderate. Van der Linden ha evidenziato come nelle punture di insetto l'aumento nei livelli sierici di triptasi correli con l'ipotensione.
Di conseguenza livelli normali di triptasi non escludono l'anafilassi, ma una anafilassi grave è certamente meno probabile se il campione è stato prelevato entro poche ore dall'insorgenza dei sintomi. Una maggiore specificità nella diagnosi di anafilassi potrebbe derivare dalla misurazione non solo della triptasi totale (pro-β e pro-α triptasi più β triptasi matura) ma anche della sola β triptasi matura.

## I geni della triptasi
Tutti i geni noti che codificano la triptasi dei mastociti umani si trovano in un cluster ristretto in corrispondenza dell'estremità del braccio corto del cromosoma 16, contenente TPSAB1 (alleli α e beta1), TPSB2 (alleli beta2 e β3), TPSD1 (alleli Δ delta), e TPSG1 (alleli γ gamma).
Attualmente, non vi è evidenza di un ruolo biologico svolto dalla triptasi δ.
Solo le triptasi alfa e β sono suscettibili di contribuire a livelli di triptasi circolanti e alle caratteristiche sistemiche di anafilassi.

## Altre patologie
Alti e costanti livelli di triptasi possono indicare altre patologie, come la leucemia mieloide acuta e le sindromi mielodisplastiche.